# Aamir Khan
  Aamir Khan    (Bombai, 14 de març de 1965) és un actor, productor i director de cinema de Bollywood.
Actor amb la reputació de «perfeccionista», des de ben d'hora només participa en el rodatge d'una pel·lícula alhora (actitud original a Bollywood, on els actors treballaven sovint en diverses produccions alhora, passant d'un plató a l'altre en el decurs del mateix dia). El fet que prepari els seus papers conscienciosament (fins al punt de modificar el seu físic si ho troba necessari, el que també és poc usual a Bollywood) i la tria exigent d'obres en les que ha participat, n'han fet un actor respectat, sinònim «d'èxit» i de «qualitat».

## Nota biogràfica
Des de la infantesa va estar amb contacte amb la indústria del cinema: el seu pare, Tahir Hussain, era productor i el seu oncle, Nasir Hussain, director. El seu primer paper el va tenir a l'edat de 8 anys, en la pel·lícula Yaadon ki Baarat. Tot i així, durant l'adolescència es va dedicar més aviat al tennis i no fou fins als 23 anys que es va dirigir definitivament cap al món del cinema.
L'any 1986 es va casar amb Reena Dutta, amb la qual ha tingut dos infants: un fill, Junaid i una filla, Aira. Aquest casament es va fer contra la voluntat dels seus pares, ja que ell és d'origen musulmà i la seva futura dona era hindú… Es va divorciar l'any 2002 i s'ha tornat a casar amb Kiran Rao l'1 de gener del 2006.
El 2007 va declinar la proposta del museu Madame Tussauds de Londres que volia presentar-hi la seva estàtua de cera.

## Carrera
La seva autèntica carrera d'actor va començar l'any 1988 amb la pel·lícula Qayamat se qayamat tak, dirigida pel seu cosí Mansoor Khan, on apareix junt amb l'actriu Juhi Chawla. L'any 1990 va aconseguir el seu primer èxit amb Dil, on actua amb Madhuri Dixit. Posteriorment va confirmar el seu talent d'actor amb Rangeela (1995) i Raja Hindustani (1996), gràcies a la qual va guanyar el seu primer Filmfare Award en tant que «millor actor».
L'any 1998 pren el risc d'interpretar un paper de «dolent» en el film Earth, que va resultar ser un fracàs de públic malgrat l'entusiasme de la crítica. L'any següent va retrobar els favors del públic amb el seu personatge de policia antiterrorista en la pel·lícula Sarfarosh.
Però l'any més fructuós professionalment parlant va ser el 2001, en què va participar en dues pel·lícules amb molt d'èxit: Dil Chahta Hai, un film força innovador, que va agradar molt al públic ciutadà i, sobretot, el film històric Lagaan, del qual fou l'actor principal i també el productor.
Aquesta darrera pel·lícula va tenir força problemes per a ser realitzada; com que ningú no volia produir-la, Aamir Khan va acabar per fer-ho ell mateix, tot creant l'Aamir Khan Productions expressament per l'ocasió. Finalment, Lagaan va tenir un èxit enorme: a l'Índia va rebre el premi de «millor pel·lícula de l'any», atorgat pels National Film Awards, Aamir Khan va ser consagrat «millor actor» i, a l'estranger, va ser nominada als Oscars.
Després d'aquest triomf, Aamir Khan desapareix de les pantalles durant pràcticament quatre anys. Hi torna l'any 2005 amb The Rising, un altre film històric sobre la vida de Mangal Pandey, un heroi de la independència de l'Índia. L'any següent serà el protagonista masculí de la pel·lícula Fanaa (que representa igualment el gran retorn de Kajol al cinema), on interpreta de nou un personatge ambigu.
El 2007 dirigeix la seva primera pel·lícula, Taare Zameen Par, de la qual també n'és el protagonista. Aquesta obra obté els Filmfare Awards (2008) de la "millor pel·lícula" i del "millor director".

## Filmografia
- 1988: Qayamat Se Qayamat Tak de Mansoor Khan: Raj
- 1989: Raakh de Aditya Bhattacharya: Amir Hussein
- 1989: Love Love Love de Babbar Subhash
- 1990: Jawani Zindabad de Arun Bhatt: Shashi Sharma
- 1990: Deewana Mujh Sa Nahin de Nageshwara Rao Y.: Sunny
- 1990: Awwal Number de Dev Anand: Sunny
- 1990: Tum Mere Ho de Tahir Hussain: Shiva
- 1990: Dil de Indra Kumar: Raja
- 1991: Dil Hai Ki Manta Nahin de Mahesh Bhatt: Raghu Jetley
- 1991: Afsana Pyaar Ka de Shahjahan: Raj
- 1992: Time Machine de Shekhar Kapur
- 1992: Isi Ka Naam Zindagi de Kalidas: Chotu
- 1992: Daulat Ki Jung de S.A. Kader: Rajesh Chaudhry
- 1992: Jo Jeeta Wohi Sikandar de Mansoor Khan: Sanjaylal Verma
- 1992: Parampara de Yash Chopra: Ranvir Prithvi Singh
- 1993: Hum Hain Rahi Pyaar Ke de Mahesh Bhatt: Rahul Malhotra
- 1994: Andaz Apna Apna de Rajkumar Santoshi: Amar Manohar
- 1995: Akele Hum Akele Tum de Mansoor Khan: Rohit Kumar
- 1995: Aatank Hi Aatank de Dilip Shankar: Rohan
- 1995: Baazi de Ashutosh Gowariker: Inspecteur Amar Damjee
- 1995: Rangeela de Ram Gopal Varma: Munna
- 1996: Raja Hindustani de Dharmesh Darshan: Raja Hindustani
- 1997: Ishq de Indra Kumar: Raja
- 1998: Ghulam de Vikram Bhatt: Siddharth Marathe
- 1998: Earth de Vikram Bhatt: Dil Navaz
- 1999: Sarfarosh de John Mathew Matthan: Ajay Singh Rathod
- 1999: Mann de Indra Kumar: Karan Dev Singh
- 2000: Mela de Dharmesh Darshan: Kishan Pyare
- 2001: Lagaan de Ashutosh Gowariker: Bhuvan
- 2001: Dil Chahta Hai de Farhan Akhtar: Akash Malhotra
- 2005: The Rising: Ballad of Mangal Pandey de Ketan Mehta: Mangal Pandey
- 2006: Rang De Basanti de Rakesh Omprakash Mehra: DJ / Chandrashekhar Azad
- 2006: Fanaa de Kunal Kohli: Rehan Quadri
- 2007:Taare Zameen Par d'Aamir Khan: Ram Shankar Nikumbh
- 2008: Ghajini d'A.R. Murugadoss: Sanjay Ramaswamy
- 2009: 3 Idiots de Rajkumar Hirani: Rancchoddas "Rancho" Shyamaldas Chanchad
- 2011: Dhobi Ghat de Kiran Rao: Arun
- 2012: Talaash: The Answer Lies Within
- 2013: Dhoom 3
- 2014: PK